# Nasal (programspråk)
Nasal är ett programspråk som är främst tillför användning som skriptspråk för inbyggnad i andra program. Flygsimulatorn FlightGear använder Nasal som skriptspråk.

## Exempel
Hello World-exempel:
```
    
print
(
"Hello, world"
);

```